# Châteauneuf-sur-Charente
Châteauneuf-sur-Charente ist eine französische Gemeinde mit 3.562 Einwohnern (Stand 1. Januar 2022) im Département Charente in der Region Nouvelle-Aquitaine; sie gehört zum Arrondissement Cognac und zum Kanton Charente-Champagne. Châteauneuf liegt jeweils etwa 30 km von Angoulême und Cognac entfernt.

## Geschichte
Der Ort hieß anfangs Berdeville und gruppierte sich um eine erste primitive hölzerne Burg, die auf einer Insel in der Charente gebaut war, um die Schifffahrt auf dem Fluss und den Übergang über den Fluss zu kontrollieren. Diese Burg brannte 1081 ab, eine neue Burg am linken Flussufer wurde gebaut, weswegen der Ort in Châteauneuf – neue Burg – umbenannt wurde.
Die Burg und die Siedlung gehörten zur Grafschaft Angoulême, bis beide 1098 verkauft wurden. 1242 kehrte Châteauneuf in den Besitz des Grafen zurück, als Isabella von Angoulême, Ehefrau von Hugo X. von Lusignan und Erbin der Grafschaft Angoulême, den Ort kaufte, um ihn dann aber an einen ihrer jüngeren Söhne, Geoffroy de Lusignan, weiterzugeben. Spätere Besitzer waren Jean d’Eslion, Sire d’Arlay, Amaury und Guillaume de Craon, Seigneurs de Jarnac, und schließlich Guy VIII. de la Rochefoucauld, Schwiegersohn Guillaumes.

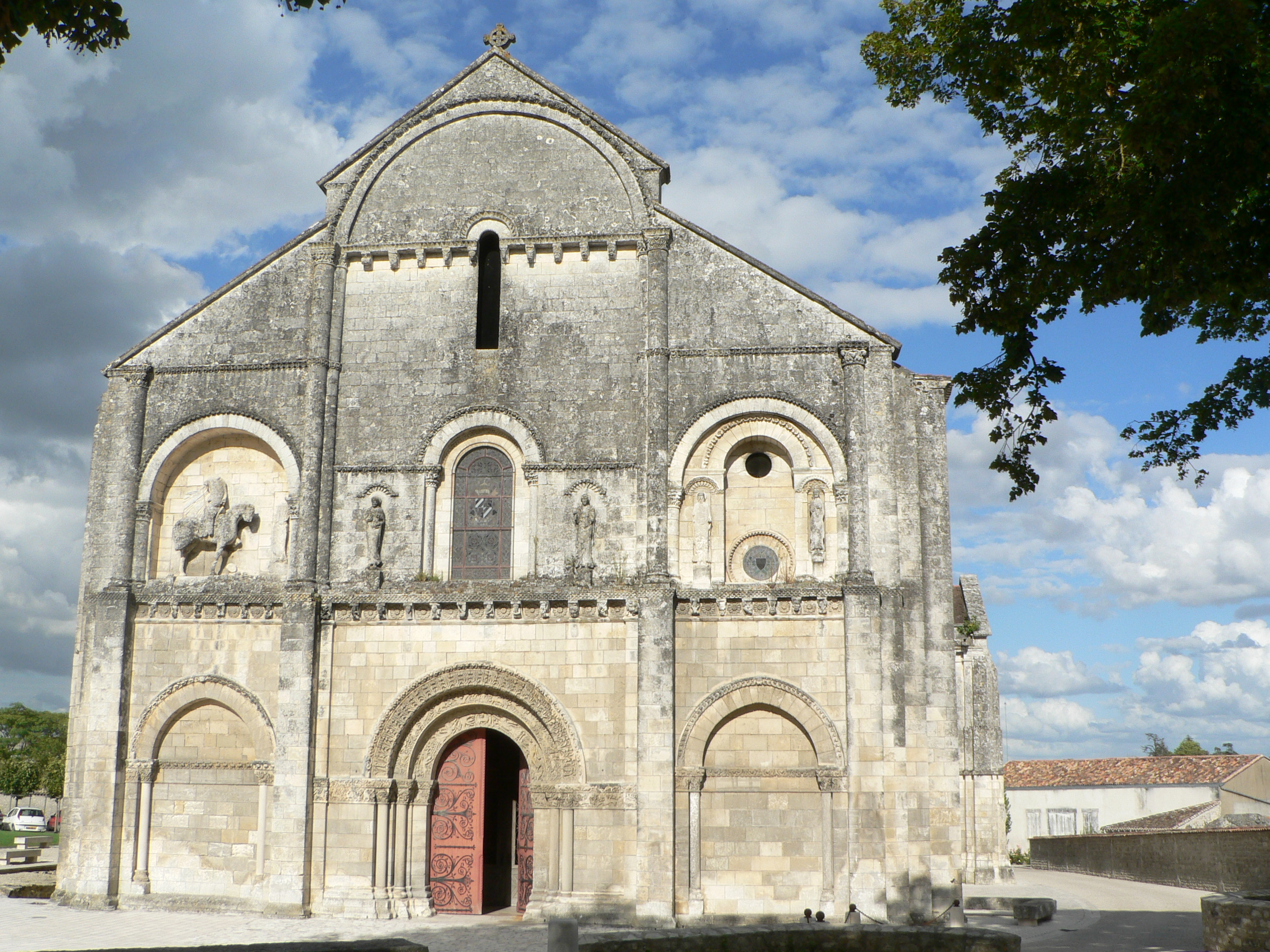
Kirche Saint-Pierre

Der Friede von Brétigny (1360) sprach Châteauneuf den Engländern zu, die nun 20 Jahre lang hier herrschten. Später wurde das Gebiet Louis de Valois, duc d’Orléans, dem Bruder des Königs als Teil seiner Apanage gegeben. Sein Enkel Charles d’Orléans, der Vater des späteren Königs Franz I. starb hier 1496. Seine Witwe Luise von Savoyen behielt Châteauneuf in ihrem Besitz bis zu ihrem Tod 1531. Ein späterer Besitzer war Philippe Chabot, Admiral von Frankreich, aber Mitte des 16. Jahrhunderts war der Ort wieder in königlichem Besitz. Erneute Abgabe des Ortes machten u. a. die Rochechouart, den Herzog von Épernon, den Marschall von Navailles, die Marquise de Courcillon und den Marquis de Brunoy zu Eigentümern. 1777 kam Châteauneuf in den Besitz des Grafen von Artois, der es bis zur Revolution besaß.
Die Brücke über die Charente war im Mittelalter die einzige steinerne zwischen Cognac und Angoulême, was dem Ort eine regionale Bedeutung verlieh. Die Brücke blieb bis ins 20. Jahrhundert intakt, bis 1976 die außerordentliche Dürre die Charente fast trockenfallen ließ und die hölzernen Grundpfeiler, die nicht in Kontakt mit Luft kommen durften, freilegte. Ein Pfeiler der Brücke stürzte teilweise ein, woraufhin die Brücke abgerissen und durch eine Betonbrücke ersetzt wurde.

### Bevölkerungsentwicklung
- 1962: 3285
- 1968: 3475
- 1975: 3500
- 1982: 3554
- 1990: 3522
- 1999: 3422
- 2018: 3541

## Verkehr
Châteauneuf-sur-Charente liegt an der Bahnstrecke Beillant–Angoulême und wird im Regionalverkehr von TER-Zügen nach Cognac und Angoulême bedient.

## Persönlichkeiten
- Ernest Monis (1846–1929), Politiker, geboren in Châteauneuf
- Gérard Simonnot (* 1953), Radrennfahrer
- Didier Lebaud (* 1954), Radrennfahrer

## Gemeindepartnerschaft
Châteauneuf-sur-Charente unterhält eine Partnerschaft mit der deutschen Gemeinde Alfter in Nordrhein-Westfalen.